# Liste der FFH-Gebiete im Aostatal
Die Liste der FFH-Gebiete im Aostatal enthält alle 30 Fauna-Flora-Habitat-Gebiete in der italienischen Region Aostatal. Die Gebiete sind Bestandteil des europäischen Schutzgebietsnetzes Natura 2000. 
Teilweise überschneiden sie sich mit bestehenden Schutzgebieten in Natur- und Landschaftsschutz.

## Hinweise zu den Angaben in der Tabelle
- Gebietsname: Amtliche Bezeichnung des Schutzgebiets
- Bild/Commons: Bild und Link zu weiteren Bildern aus dem Schutzgebiet
- WDPA-ID: Link zum Schutzgebiet in der World Database on Protected Areas
- EEA-ID: Link zum Schutzgebiet in der Datenbank der European Environment Agency (EEA)
- seit: Datum der Ausweisung als Schutzgebiet
- Lage: Geografischer Standort
- Fläche: Gesamtfläche des Schutzgebiets in Hektar
- Bemerkungen: Besonderheiten und Anmerkungen

Die Koordinatenangaben entsprechen denen, die der Europäischen Umweltagentur laut Datenerhebungsbogen gemeldet wurden. Sie dienen nur der groben Orientierung.
Bis auf die Spalte Lage sind alle Spalten sortierbar.

## Tabelle
| Gebietsname                                          | Bild/Commons   | WDPA-ID   | EEA-ID    | seit | Lage | Fläche ha | Bemerkungen |
| ---------------------------------------------------- | -------------- | --------- | --------- | ---- | ---- | --------- | --- |
| Ambienti calcarei d’alta quota della Valle di Rhêmes | weitere Bilder | 555528147 | IT1201010 | 1995 | ⊙    | 0001593   | Überschneidet sich mit dem FFH-Gebiet Mont Avic e Mont Emilius                                                                                         |
| Ambienti calcarei d’alta quota in torno al Lago Tzan | weitere Bilder | 555528167 | IT1205081 | 2001 | ⊙    | 000453    | |
| Ambienti d’alta quota della Valgrisenche             | weitere Bilder | 555528159 | IT1205010 | 2006 | ⊙    | 000336    | |
| Ambienti d’alta quota della Vallée de l’Alleigne     |                | 555528170 | IT1205100 | 2001 | ⊙    | 0001103   | |
| Ambienti d’alta quota del Gran San Bernardo          | weitere Bilder | 555528160 | IT1205020 | 1995 | ⊙    | 000750    | |
| Ambienti d’alta quota delle Combe Thuilette e Sozin  | weitere Bilder | 555528158 | IT1205000 | 2001 | ⊙    | 000356    | |
| Ambienti glaciali del Monte Bianco                   | weitere Bilder | 555528156 | IT1204010 | 1995 | ⊙    | 0012.557  | |
| Ambienti glaciali del gruppo del Monte Rosa          | weitere Bilder | 555540073 | IT1204220 | 1995 | ⊙    | 0008645   | |
| Ambienti xerici del Mont Torretta                    |                | 555528163 | IT1205050 | 2001 | ⊙    | 000049    | |
| Ambienti xerici di Grand Brison – Cly                | weitere Bilder | 555528169 | IT1205090 | 1995 | ⊙    | 000097    | |
| Castello e miniere abbadonate di Aymavilles          | weitere Bilder | 555528162 | IT1205034 | 1995 | ⊙    | 00001,59  | |
| Formazioni steppiche della Côte de Gargantua         |                | 555528151 | IT1203030 | 1995 | ⊙    | 000019    | Überschneidet sich teilweise mit dem Naturreservat Côte de Gargantua                                                                                   |
| Lago di Villa                                        | weitere Bilder | 555528150 | IT1203050 | 1995 | ⊙    | 000027    | Überschneidet sich teilweise mit dem gleichnamigen Naturreservat                                                                                       |
| Lago di Lolair                                       | weitere Bilder | 555528150 | IT1203020 | 1995 | ⊙    | 000028    | Überschneidet sich teilweise mit dem gleichnamigen Naturreservat                                                                                       |
| Mont Avic e Mont Emilius                             | weitere Bilder | 555540071 | IT1202020 | 2007 | ⊙    | 0031.544  | Beinhaltet die FFH-Gebiete Ambienti calcarei d’alta quota della Valle di Rhême, Vallone del Grauson, Vallone dell’Urtier sowie den Naturpark Mont Avic |
| Mont Mars                                            | weitere Bilder | 555528155 | IT1203070 | 2006 | ⊙    | 000380    | Überschneidet sich teilweise mit dem gleichnamigen Naturreservat                                                                                       |
| Parco naturale Mont Avic                             |                | 555528148 | IT1202000 | 2001 | ⊙    | 0005750   | Überschneidet sich teilweise mit dem Naturpark Mont Avic                                                                                               |
| Parco Nazionale Gran Paradiso                        | weitere Bilder | 555722414 | IT1201000 | 1988 | ⊙    | 0071.042  | Überschneidet sich mit dem Nationalpark Gran Paradiso                                                                                                  |
| Pont d’Aël                                           | weitere Bilder | 555528161 | IT1205030 | 2001 | ⊙    | 000183    | |
| Stagno di Holay                                      | weitere Bilder | 555528154 | IT1203060 | 1995 | ⊙    | 00003     | Überschneidet sich mit dem gleichnamigen Naturreservat                                                                                                 |
| Stagno di Lo Ditor                                   | weitere Bilder | 555528168 | IT1205082 | 2001 | ⊙    | 000022    | |
| Stagno di Loson                                      |                | 555528152 | IT1203040 | 1995 | ⊙    | 00004,55  | Überschneidet sich mit dem Naturreservat Lozon |
| Stazione di Astragalus alopecurus di Cogne           | weitere Bilder | 555528164 | IT1205061 | 1995 | ⊙    | 000036    | |
| Stazione di Paeonia officinalis                      | weitere Bilder | 555528171 | IT1205110 | 1995 | ⊙    | 000033    | |
| Talweg del Val Ferret                                | weitere Bilder | 555528157 | IT1204032 | 1995 | ⊙    | 000120    | |
| Val Ferret                                           | weitere Bilder | 555540072 | IT1204030 | 2002 | ⊙    | 0009080   | |
| Vallone del Grauson                                  | weitere Bilder | 555528165 | IT1205064 | 2001 | ⊙    | 000489    | Überschneidet sich mit dem FFH-Gebiet Mont Avic e Mont Emilius                                                                                         |
| Vallone dell’Urtier                                  | weitere Bilder | 555528166 | IT1205065 | 1995 | ⊙    | 0001506   | Überschneidet sich mit dem FFH-Gebiet Mont Avic e Mont Emilius                                                                                         |
| Zona umida di Les Iles di Saint-Marcel               |                | 555540074 | IT1205070 | 1995 | ⊙    | 000035    | |
| Zona umida di Morgex                                 |                | 555528149 | IT1203010 | 1995 | ⊙    | 000030    | Überschneidet sich mit dem Naturreservat Marais |

(Stand Dezember 2023)